# Adolphe Muzito

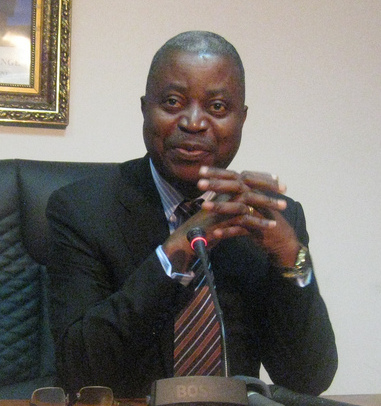
Adolphe Muzito (2009)

Adolphe Muzito (Gungu, 12 februari 1957) is een Congolees politicus, lid van de Parti lumumbiste unifié (Palu), en Premier van de Democratische Republiek Congo in de periode 2008-2012.

## Achtergrond
Adolphe Muzito is afkomstig van Gungu in de provincie Kwilu. Hij was lange tijd inspecteur van Financiën. Van 6 februari 2007 tot zijn benoeming als regeringsleider was hij minister van Begroting in de regering-Antoine Gizenga. Op 10 oktober 2008 werd hij benoemd tot eerste minister door president Joseph Kabila, nadat Antoine Gizenga ontslag nam. Zelf nam hij na vier jaar premierschap zijn ontslag. 
Antoine Gizenga · 
Adolphe Muzito · 
Louis Alphonse Koyagialo · 
Matata Ponyo Mapon · 
Samy Badibanga · 
Bruno Tshibala · 
Sylvestre Ilunga ·
Sama Lukonde ·
Judith Tuluka